# Don Chisciotte (film 1957)
Don Chisciotte (Дон-Кихот) è un film del 1957, diretto da Grigorij Kozincev.